# ノー・モア “アイ・ラヴ・ユーズ”
「ノー・モア “アイ・ラヴ・ユーズ”」(No More 'I Love You's)は、ザ・ラヴァー・スピークスの楽曲。

## アニー・レノックスのカバー
1995年、アニー・レノックスによるカヴァー・ヴァージョンが発表された。このカヴァーはレノックスの2枚目のスタジオ・アルバム『メドゥーサ』から最初のシングルとしてリリースされた。
アニーのヴァージョンはヒットを記録し、アニーはこの曲で第38回グラミー賞の「最優秀女性ポップ・ボーカル・パフォーマンス賞」を受賞した。
ミュージック・ビデオはトロカデロ・デ・モンテカルロバレエ団をオマージュしている。

## 収録曲
3" シングル
1. ノー・モア “アイ・ラヴ・ユーズ - 4:50
2. レイディーズ・オブ・ザ・キャニオン - 3:40

## チャート
| チャート（1995年）               | 最高順位 |
| -------------------------------- | -------- |
| アメリカ（Billboard Hot 100）    | 23       |
| イタリア                         | 1        |
| イギリス（全英シングルチャート） | 2        |
| カナダ（RPM）                    | 1        |
| スコットランド                   | 2        |
| スペイン（プロムシカエ）         | 1        |